# Bresnik (Kraljevo)
Bresnik (szerbül: Бресник), település Szerbiában, a Raškai körzet Kraljevoi községében.

## Népesség
- 1948-ban 499 lakosa volt.
- 1953-ban 595 lakosa volt.
- 1961-ben 590 lakosa volt.
- 1971-ben 446 lakosa volt.
- 1981-ben 370 lakosa volt.
- 1991-ben 238 lakosa volt.
- 2002-ben 184 lakosa volt, akik közül 193 szerb (99,45%)